# Petroleuciscus kurui
Petroleuciscus kurui  ist ein mittelgroßer Karpfenfisch aus der östlichen Türkei.

## Systematik
Petroleuciscus ist eine Gattung von sieben Arten strahlenflossiger Karpfenfische. Ursprünglich war die Gattung Petroleuciscus und Squalius der Gattung Leuciscus untergeordnet.
Zu ihr gehören mehrere Döbel- und  Haselarten aus dem pontokaspischen Raum:
- Schwarzmeer-Döbel (Petroleuciscus borysthenicus)
- Petroleuciscus esfahani
- Petroleuciscus kurui
- Petroleuciscus persidis
- Petroleuciscus smyrnaeus
- Syr Darya Hasel (Petroleuciscus squaliusculus)
- Petroleuciscus ulanus

## Verbreitung
Petroleuciscus kurui lebt endemisch im Oberlauf des Tigris und seinen Nebenflüssen in der südöstlichen Türkei

## Beschreibung
Petroleuciscus kurui ähnelt vom Habitus stark dem Döbel. Die Spezies kann über 86 Zentimeter lang und etwa 10 Kilogramm schwer werden.
Verbürgt ist ein kapitales Exemplar aus dem Yüksekova Süyü einem Nebenfluss des Großen Zab, einem rechten Nebenfluss des Tigris.
Über die Lebensweise von P. kurui ist so gut wie nichts bekannt.

## Nutzung
Petroleuciscus kurui ist nur lokal von Bedeutung.